# Damernas K-1 500 meter i kanotsport vid olympiska sommarspelen 2020
Damernas K-1 500 meter vid olympiska sommarspelen 2020 hölls mellan 4 och 5 augusti 2021 på Sea Forest Waterway i Tokyo.
Det var 19:e gången grenen fanns med vid sommar-OS och det är den enda grenen i damkanot som funnits med i varje upplaga sedan det började tävlas i 1948. Grenen är en tävling i enmanskajak (K1) på en distans över 500 meter.

## Resultat

### Försöksheat
De tre högst placerade gick direkt vidare till semifinal medan övriga gick till kvartsfinal.
| Placering | Bana | Kanotist         | Land           | Tid      | Noteringar |
| --------- | ---- | ---------------- | -------------- | -------- | ---------- |
| 1         | 3    | Hermien Peters   | Belgien        | 1.47,959 | SF         |
| 2         | 2    | Teresa Portela   | Portugal       | 1.48,727 | SF         |
| 3         | 1    | Jule Hake        | Tyskland       | 1.48,758 | SF         |
| 4         | 4    | Isabel Contreras | Spanien        | 1.49,256 | QF         |
| 5         | 5    | Milica Novaković | Serbien        | 1.49,802 | QF         |
| 6         | 6    | Yin Mengdie      | Kina           | 1.52,760 | QF         |
| 7         | 7    | Emily Lewis      | Storbritannien | 1.55,743 | QF         |

| Placering | Bana | Kanotist          | Land      | Tid      | Noteringar |
| --------- | ---- | ----------------- | --------- | -------- | ---------- |
| 1         | 1    | Anja Osterman     | Slovenien | 1.49,402 | SF         |
| 2         | 3    | Justyna Iskrzycka | Polen     | 1.49,893 | SF         |
| 3         | 5    | Volha Chudzenka   | Belarus   | 1.50,732 | SF         |
| 4         | 4    | Brenda Rojas      | Argentina | 1.54,541 | QF         |
| 5         | 7    | Yuliia Yuriichuk  | Ukraina   | 1.57,532 | QF         |
| 6         | 6    | Francesca Genzo   | Italien   | 1.59,712 | QF         |
| 7         | 2    | Natalya Sergeyeva | Kazakstan | 2.01,374 | QF         |

| Placering | Bana | Kanotist                | Land        | Tid      | Noteringar |
| --------- | ---- | ----------------------- | ----------- | -------- | ---------- |
| 1         | 5    | Linnea Stensils         | Sverige     | 1.48,144 | SF         |
| 2         | 2    | Alyce Wood              | Australien  | 1.48,572 | SF         |
| 3         | 1    | Caitlin Regal           | Nya Zeeland | 1.50,297 | SF         |
| 4         | 7    | Špela Ponomarenko Janić | Slovenien   | 1.50,498 | QF         |
| 5         | 4    | Svetlana Chernigovskaya | ROC         | 1.52,311 | QF         |
| 6         | 3    | Manon Hostens           | Frankrike   | 1.53,668 | QF         |
| 7         | 6    | Amira Kheris            | Algeriet    | 2.13,626 | QF         |

| Placering | Bana | Kanotist          | Land           | Tid      | Noteringar |
| --------- | ---- | ----------------- | -------------- | -------- | ---------- |
| 1         | 4    | Danuta Kozák      | Ungern         | 1.48,730 | SF         |
| 2         | 5    | Emma Jørgensen    | Danmark        | 1.49,231 | SF         |
| 3         | 7    | Alyssa Bull       | Australien     | 1.49,416 | SF         |
| 4         | 2    | Michelle Russell  | Kanada         | 1.51,081 | QF         |
| 5         | 3    | Deborah Kerr      | Storbritannien | 1.51,375 | QF         |
| 6         | 1    | Ana Roxana Lehaci | Österrike      | 1.55,067 | QF         |
| 7         | 6    | Samaa Ahmed       | Egypten        | 2.13,007 | QF         |

| Placering | Bana | Kanotist              | Land     | Tid      | Noteringar |
| --------- | ---- | --------------------- | -------- | -------- | ---------- |
| 1         | 2    | Tamara Csipes         | Ungern   | 1.48,790 | SF         |
| 2         | 6    | Maryna Litvintjuk     | Belarus  | 1.49,606 | SF         |
| 3         | 1    | Marta Walczykiewicz   | Polen    | 1.50,184 | SF         |
| 4         | 4    | Mariya Povkh          | Ukraina  | 1.50,489 | QF         |
| 5         | 5    | Anamaria Govorčinović | Kroatien | 1.52,015 | QF         |
| 6         | 7    | Huang Jieyi           | Kina     | 1.52,385 | QF         |
| 7         | 3    | Lize Broekx           | Belgien  | 1.52,476 | QF         |

| Placering | Bana | Kanotist               | Land        | Tid      | Noteringar |
| --------- | ---- | ---------------------- | ----------- | -------- | ---------- |
| 1         | 4    | Lisa Carrington        | Nya Zeeland | 1.48,463 | SF         |
| 2         | 2    | Sabrina Hering-Pradler | Tyskland    | 1.49,932 | SF         |
| 3         | 3    | Viktoria Schwarz       | Österrike   | 1.51,750 | SF         |
| 4         | 6    | Kira Stepanova         | ROC         | 1.55,180 | QF         |
| 5         | 5    | Joana Vasconcelos      | Portugal    | 1.57,513 | QF         |
| 6         | 1    | Anne Cairns            | Samoa       | 2.03,667 | QF         |

### Kvartsfinaler
De tre högst placerade gick vidare till semifinal medan övriga blev utslagna.
| Placering | Bana | Kanotist         | Land      | Tid      | Noteringar |
| --------- | ---- | ---------------- | --------- | -------- | ---------- |
| 1         | 4    | Isabel Contreras | Spanien   | 1.51,235 | SF         |
| 2         | 3    | Manon Hostens    | Frankrike | 1.54,095 | SF         |
| 3         | 5    | Yuliia Yuriichuk | Ukraina   | 1.58,657 | SF         |
| 4         | 6    | Anne Cairns      | Samoa     | 2.02,525 |            |
| 5         | 7    | Samaa Ahmed      | Egypten   | 2.06,033 |            |

| Placering | Bana | Kanotist                | Land           | Tid      | Noteringar |
| --------- | ---- | ----------------------- | -------------- | -------- | ---------- |
| 1         | 5    | Svetlana Chernigovskaya | ROC            | 1.49,323 | SF         |
| 2         | 7    | Lize Broekx             | Belgien        | 1.49,336 | SF         |
| 3         | 4    | Brenda Rojas            | Argentina      | 1.51,822 | SF         |
| 4         | 2    | Emily Lewis             | Storbritannien | 1.51,996 |            |
| 5         | 6    | Ana Roxana Lehaci       | Österrike      | 1.53,378 |            |
| 6         | 3    | Joana Vasconcelos       | Portugal       | 1.56,622 |            |

| Placering | Bana | Kanotist                | Land           | Tid      | Noteringar |
| --------- | ---- | ----------------------- | -------------- | -------- | ---------- |
| 1         | 6    | Yin Mengdie             | Kina           | 1.49,268 | SF         |
| 2         | 4    | Špela Ponomarenko Janić | Slovenien      | 1.49,680 | SF         |
| 3         | 3    | Deborah Kerr            | Storbritannien | 1.50,133 | SF         |
| 4         | 5    | Kira Stepanova          | ROC            | 1.52,190 |            |
| 5         | 2    | Huang Jieyi             | Kina           | 1.52,689 |            |
| 6         | 7    | Natalya Sergeyeva       | Kazakstan      | 1.55,776 |            |

| Placering | Bana | Kanotist              | Land     | Tid      | Noteringar |
| --------- | ---- | --------------------- | -------- | -------- | ---------- |
| 1         | 3    | Milica Novaković      | Serbien  | 1.49,348 | SF         |
| 2         | 5    | Mariya Povkh          | Ukraina  | 1.50,769 | SF         |
| 3         | 4    | Michelle Russell      | Kanada   | 1.51,375 | SF         |
| 4         | 6    | Anamaria Govorčinović | Kroatien | 1.53,967 |            |
| 5         | 2    | Francesca Genzo       | Italien  | 2.01,744 |            |
| 6         | 7    | Amira Kheris          | Algeriet | 2.07,548 |            |

### Semifinaler
De två högst placerade gick vidare till A-finalen, trean och fyran till B-finalen, femman och sexan till C-final medan övriga blev utslagna.
| Placering | Bana | Kanotist          | Land           | Tid      | Noteringar |
| --------- | ---- | ----------------- | -------------- | -------- | ---------- |
| 1         | 4    | Tamara Csipes     | Ungern         | 1.51,698 | FA         |
| 2         | 6    | Hermien Peters    | Belgien        | 1.52,829 | FA         |
| 3         | 5    | Caitlin Regal     | Nya Zeeland    | 1.53,495 | FB         |
| 4         | 3    | Justyna Iskrzycka | Polen          | 1.53,899 | FB         |
| 5         | 7    | Lize Broekx       | Belgien        | 1.54,489 | FC         |
| 6         | 2    | Isabel Contreras  | Spanien        | 1.54,535 | FC         |
| 7         | 1    | Deborah Kerr      | Storbritannien | 1.55,955 |            |

| Placering | Bana | Kanotist          | Land      | Tid      | Noteringar |
| --------- | ---- | ----------------- | --------- | -------- | ---------- |
| 1         | 4    | Danuta Kozák      | Ungern    | 1.52,016 | FA         |
| 2         | 3    | Teresa Portela    | Portugal  | 1.52,557 | FA         |
| 3         | 6    | Volha Chudzenka   | Belarus   | 1.52,755 | FB         |
| 4         | 1    | Mariya Povkh      | Ukraina   | 1.53,659 | FB         |
| 5         | 5    | Maryna Litvintjuk | Belarus   | 1.56,386 | FC         |
| 6         | 2    | Viktoria Schwarz  | Österrike | 1.56,475 | FC         |
| 7         | 7    | Yin Mengdie       | Kina      | 1.56,977 |            |
| 8         | 8    | Yuliia Yuriichuk  | Ukraina   | 2.03,303 |            |

| Placering | Bana | Kanotist                | Land      | Tid      | Noteringar |
| --------- | ---- | ----------------------- | --------- | -------- | ---------- |
| 1         | 4    | Linnea Stensils         | Sverige   | 1.51,902 | FA         |
| 2         | 3    | Emma Jørgensen          | Danmark   | 1.52,931 | FA         |
| 3         | 6    | Marta Walczykiewicz     | Polen     | 1.53,860 | FB         |
| 4         | 5    | Sabrina Hering-Pradler  | Tyskland  | 1.54,140 | FB         |
| 5         | 2    | Jule Hake               | Tyskland  | 1.54,341 | FC         |
| 6         | 1    | Špela Ponomarenko Janić | Slovenien | 1.54,710 | FC         |
| 7         | 8    | Michelle Russell        | Kanada    | 1.55,549 |            |
| 8         | 7    | Svetlana Chernigovskaya | ROC       | 1.56,066 |            |

| Placering | Bana | Kanotist         | Land        | Tid      | Noteringar |
| --------- | ---- | ---------------- | ----------- | -------- | ---------- |
| 1         | 5    | Lisa Carrington  | Nya Zeeland | 1.51,680 | FA         |
| 2         | 3    | Alyce Wood       | Australien  | 1.53,079 | FA         |
| 3         | 2    | Milica Novaković | Serbien     | 1.53,149 | FB         |
| 4         | 6    | Alyssa Bull      | Australien  | 1.54,038 | FB         |
| 5         | 4    | Anja Osterman    | Slovenien   | 1.54,235 | FC         |
| 6         | 7    | Manon Hostens    | Frankrike   | 1.57,394 | FC         |
| 7         | 1    | Brenda Rojas     | Argentina   | 1.58,301 |            |

### Finaler
| Placering | Bana | Kanotist        | Land        | Tid      | Noteringar |
| --------- | ---- | --------------- | ----------- | -------- | ---------- |
| 1         | 3    | Lisa Carrington | Nya Zeeland | 1.51,216 |            |
| 2         | 5    | Tamara Csipes   | Ungern      | 1.51,855 |            |
| 3         | 1    | Emma Jørgensen  | Danmark     | 1.52,773 |            |
| 4         | 6    | Danuta Kozák    | Ungern      | 1.53,414 |            |
| 5         | 4    | Linnea Stensils | Sverige     | 1.53,600 |            |
| 6         | 2    | Hermien Peters  | Belgien     | 1.53,716 |            |
| 7         | 7    | Teresa Portela  | Portugal    | 1.55,814 |            |
| 8         | 8    | Alyce Wood      | Australien  | 1.57,251 |            |

| Placering | Bana | Kanotist               | Land        | Tid      | Noteringar |
| --------- | ---- | ---------------------- | ----------- | -------- | ---------- |
| 9         | 5    | Caitlin Regal          | Nya Zeeland | 1.53,681 |            |
| 10        | 1    | Sabrina Hering-Pradler | Tyskland    | 1.53,919 |            |
| 11        | 2    | Justyna Iskrzycka      | Polen       | 1.54,086 |            |
| 12        | 3    | Milica Novaković       | Serbien     | 1.54,458 |            |
| 13        | 4    | Marta Walczykiewicz    | Polen       | 1.55,659 |            |
| 14        | 6    | Volha Chudzenka        | Belarus     | 1.55,933 |            |
| 15        | 7    | Mariya Povkh           | Ukraina     | 1.56,429 |            |
| 16        | 8    | Alyssa Bull            | Australien  | 1.56,799 |            |

#### Final C
| Placering | Bana | Kanotist                | Land      | Tid      | Noteringar |
| --------- | ---- | ----------------------- | --------- | -------- | ---------- |
| 17        | 3    | Anja Osterman           | Slovenien | 1.55,051 |            |
| 18        | 4    | Jule Hake               | Tyskland  | 1.55,638 |            |
| 19        | 2    | Isabel Contreras        | Spanien   | 1.55,728 |            |
| 20        | 1    | Špela Ponomarenko Janić | Slovenien | 1.56,066 |            |
| 21        | 5    | Lize Broekx             | Belgien   | 1.56,842 |            |
| 22        | 6    | Maryna Litvintjuk       | Belarus   | 1.57,057 |            |
| 23        | 8    | Manon Hostens           | Frankrike | 1.58,133 |            |
| 24        | 7    | Viktoria Schwarz        | Österrike | 1.59,475 |            |